# Mamba (Fahrzeug)
Der Mamba ist ein südafrikanisches minengeschütztes Transportfahrzeug mit 4×4-Allradantrieb. Das Fahrzeug ist nicht amphibisch. Das Transportfahrzeug wird von Land Systems OMC hergestellt, einer Tochtergesellschaft von BAE Systems. Auf Basis des Mamba wurde der RG-31 Nyala entwickelt.

## Beschreibung
Das minengeschützte Fahrzeug wurde in Südafrika speziell für den Einsatz in stark verminten Gebieten entwickelt und wird in großen Stückzahlen bei der südafrikanischen Militärpolizei verwendet. Die ersten Modelle wurden auf einem 4x2-Fahrgestell des Toyota Dyna aufgebaut. Ab dem Produktionsjahr 1994 wurde das Chassis des Unimogs verwendet. Die Insassen sitzen auf das Fahrzeug über die Hecktür auf. Der Fahrzeugkommandant verfügt über eine Dachluke mit einem Maschinengewehr. Der Antrieb erfolgt mittels eines OM-352-Dieselmotors von Mercedes-Benz, mit einer Leistung von 123 PS.
Neben Südafrika wird der Mamba auch von Kanada, der Elfenbeinküste, Estland (Maavägi), Kongo, Mexiko, Ruanda, der Ukraine, Schweden, dem Vereinigten Königreich und den Vereinigten Staaten verwendet.

## Kampfeinsätze
Der Mamba wird von der Ukraine im Russisch-Ukrainischen Krieg eingesetzt. Es handelt sich dabei um sieben von Estland gelieferte Fahrzeuge, die von Alvis als Alvis 4 APC im vereinigten Königreich gebaut wurden. Laut dem Oryx-Blog gingen mit Stand April 2025 mindestens vier Fahrzeuge verloren.

## Nutzer

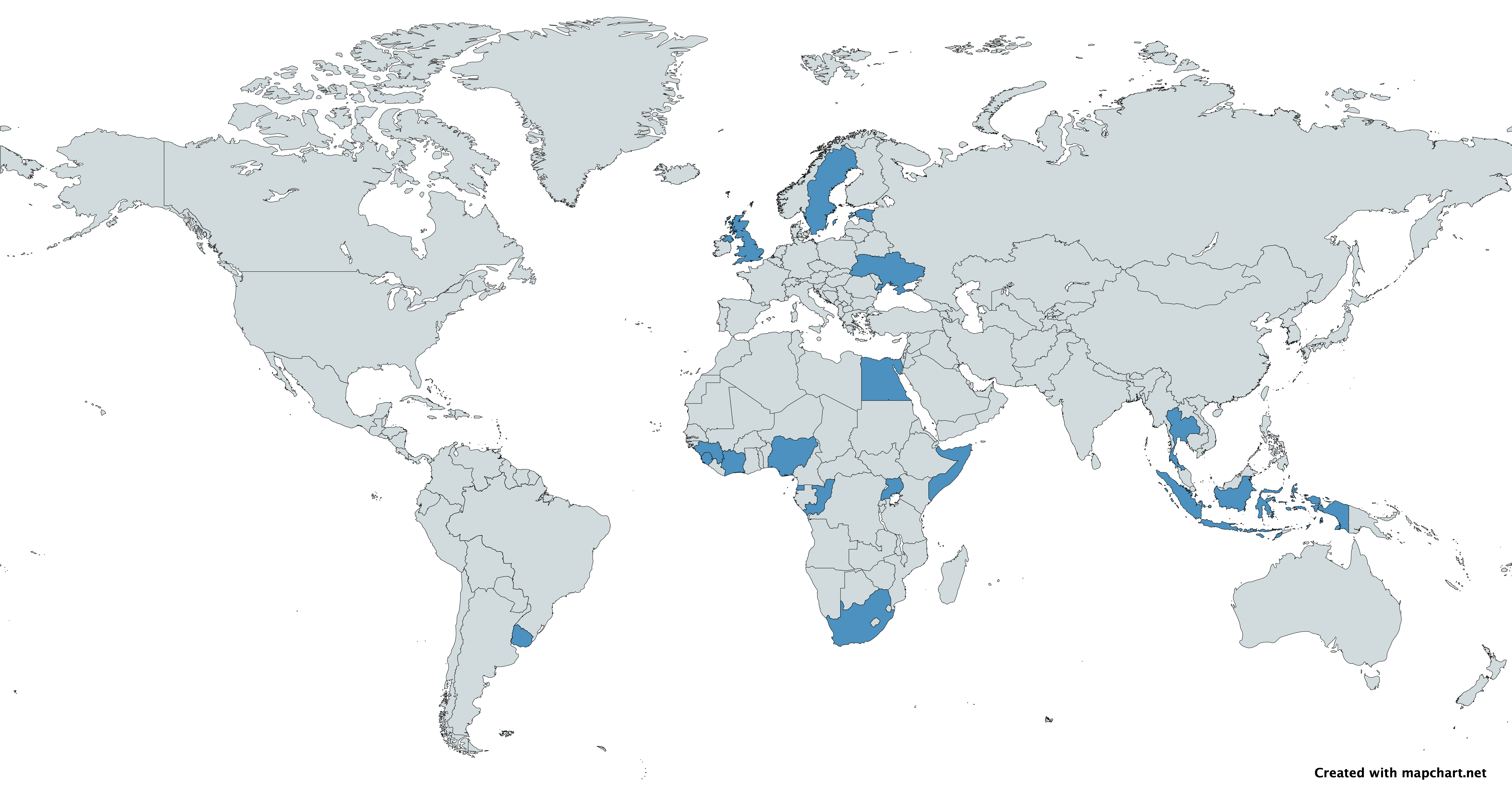
Mamba Nutzer

- Ägypten
- Äquatorialguinea
- Elfenbeinküste
- Estland
- Guinea
- Indonesien
- Nigeria
- Republik Kongo
- Sierra Leone
- Somalia
- Südafrika
- Schweden
- Thailand
- Uganda
- Ukraine
- Uruguay
- Vereinigtes Königreich